# Hermann Kövess
Hermann Kövess von Kövessháza, född 30 mars 1854 i Temesvár, död 22 september 1924 i Wien, var en österrikisk-ungersk friherre och militär. 

## Biografi
Kövess son till officeren Albin Viktor Kövess von Kövessháza och Johanna Regina Sterzing. Han inledde sin militära karriär som officer vid ingenjörstrupperna, men blev 1898 överflyttad till infanteriet. 1902 blev han generalmajor och utnämndes 1911 till general av infanteriet. Vid startskottet för första världskriget förde Kövess befäl över den österrikiska XII:e kåren i Galizien. 1915 fick han befälet över 3:e armén och deltog samma år i centralmakternas offensiv mot Serbien. Från november 1916 till januari 1918 var han chef för 7:e armén i Karpatiska bergen och ledde en framgångsrikt återerövring Bukovina.
Efter Bulgariens utträde ur kriget fick Kövess högsta befälet över de österrikiska trupperna på Balkan, och utnämndes den 3 november samma år till överbefälhavare för den Österrike-Ungerns krigsmakt.
Vid krigsslutet begärde han avsked och slog sig ner i Wien där han avled  den 22 december 1924 i sviterna efter en hjärnblödning.
Kövess var den ende protestanten i den österrikiska armén att uppnå fältmarskalks grad, och räknas till dubbelmonarkins skickligaste generaler under första världskriget.

## Befordringar
| Datum            | Tjänstegrad            |
| ---------------- | ---------------------- |
| 1 september 1872 | Löjtnant               |
| 1 maj 1875       | Överlöjtnant           |
| 1 november 1879  | Kapten                 |
| 1 maj 1890       | Major                  |
| 1 maj 1894       | Överstelöjtnant        |
| 1 november 1896  | Överste                |
| 1 november 1902  | Generalmajor           |
| 1 maj 1907       | Fältmarskalklöjtnant   |
| 1 november 1911  | General av infanteriet |
| 26 februari 1916 | Generalöverste         |
| 5 augusti 1917   | Fältmarskalk           |

Källa

## Bildgalleri

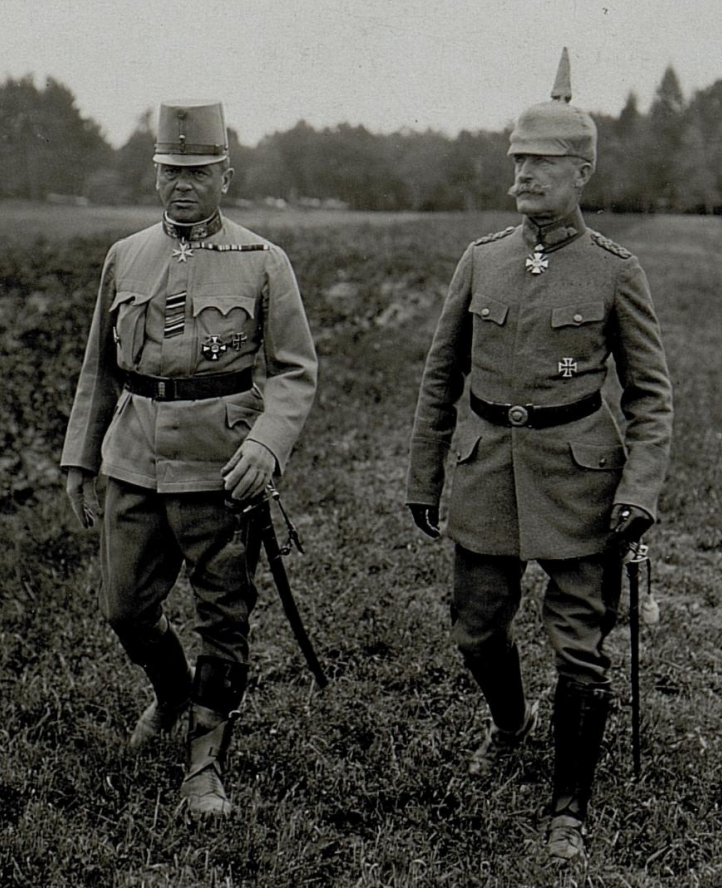
Kövess (t.v.) tillsammans med den tyske generalfältmarskalken August von Mackensen år 1916.
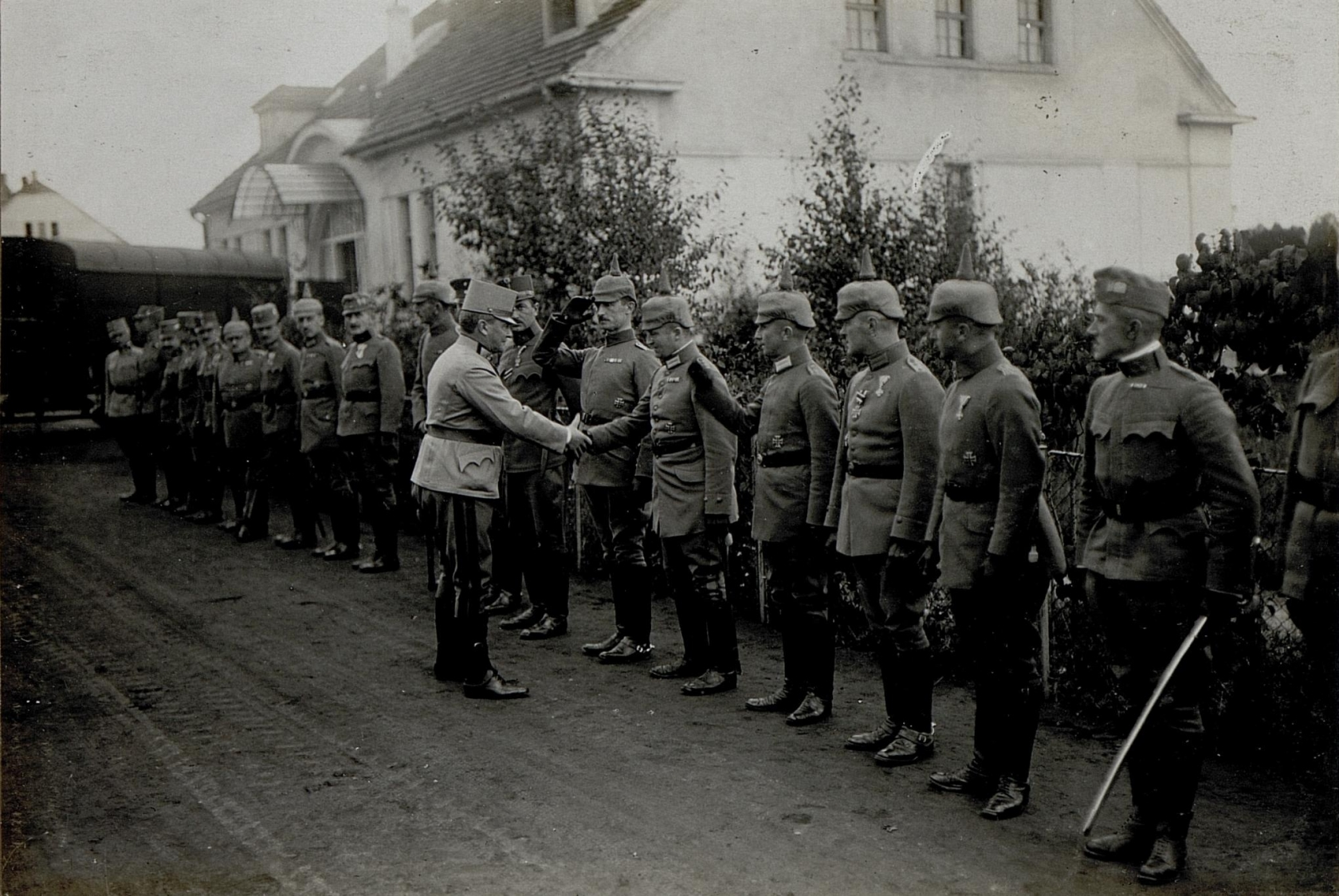
Kövess hälsar på tyska och österrikiska officerare på östfronten den 8 oktober 1916.

### Webbkällor
- Nationalencoclypedin: Hermann Kövess
- Firstworldwar.com: Who's Who - Hermann Kovess von Kovesshaza (på engelska)
- Austro-hungarian-army.co.uk: Hermann Baron Kövess von Kövessháza (på engelska)